# Товарна вулиця (Київ)
Това́рна ву́лиця — вулиця в Печерському районі міста Києва, місцевість Чорна гора. Пролягає від бульвару Миколи Міхновського до Залізничного шосе.
Прилучаються вулиці Лубенська, Яготинська, Чорногірська, Баришівська, Тиха, Верхньогірська та Чеська.

## Історія
Вулиця виникла у 1-й третині XX століття під сучасною назвою. Простягалася від Залізничного шосе до Чорногірської вулиці. У 1958 році до неї приєднано Новотоварну вулицю (виникла в середині XX століття), після чого вулиця набула сучасних розмірів.